# Кращі моменти з життя Містера Біна
Кращі моменти з життя Містера Біна — комедійний фільм 1997 року.

## Сюжет
Кожний епізод є окремою історією з життя Містера Біна — нетипового англійця, що живе у власному світі. Він постійно потрапляє в комічні ситуації, але з гордістю виходить з них, правда не завжди сухим. Образ Містера Біна є гримучим коктейлем зі злості, підлості, невинності та геніальної винахідливості. Чи здає він іспит, під час якого не знає відповіді ні на одне питання, чи знаходиться на пляжі або в церкві, де він відчайдушно намагається не заснути, містер Бін завжди відгарцює таке, що нормальній людині й в голову б не прийшло. Це Містер Бін і цим все сказано.